# Bernd Stegemann
 (juillet 2020).
Bernd Stegemann, né le 9 janvier 1949 à Berlin, est un acteur allemand.

## Filmographie

### Cinéma
Longs métrages
- 2013 : Un prof pas comme les autres (Fack ju Göhte) : Monsieur Gundlach
- 2015 : Un prof pas comme les autres 2 (Fack ju Göhte 2) : Monsieur Gundlach
- 2017 : Un prof pas comme les autres 3 (Fack ju Göhte 3) : Monsieur Gundlach
- 2018 : Le Vent de la liberté (Ballon) : Kreisleiter

### Télévision
- 2006 : Un père à tout prix (Zwei Millionen suchen einen Vater)